# Antoni Kowalski (żużlowiec)
Antoni Kowalski (ur. 13 stycznia 1931 w Nakle nad Notecią, zm. 3 kwietnia 1994 w Bydgoszczy) – polski żużlowiec.
Zwany był „Mamulką”. Zdobył cztery medale drużynowych mistrzostw Polski: złoty (1955) oraz trzy brązowe (1956, 1957, 1960). Trzykrotnie wystąpił w Criterium Asów (1954, 1957, 1960).
Swoją karierę rozpoczął w 1951 roku od startów w Pomorskiej Lidze Okręgowej, w klubie ZKS Stal Nakło, gdzie był też członkiem sekcji motorowej.
W 1954 przeniósł się do pierwszoligowej Gwardii Bydgoszcz, gdzie był jednym z podstawowych zawodników klubu. Zadebiutował tam 4 lipca 1954 przeciwko Kolejorzowi Rawicz. W pierwszym swoim biegu wygrał, pokonując tak znanych zawodników jak Marian Spychała i Marian Jankowski. 3 października 1954 wystąpił w IV Criterium Asów w Bydgoszczy, zastępując Bernarda Kacperka. W samym wyścigu ustąpił miejsca dwukrotnie innym zawodnikom z klubu w Bydgoszczy, ostatecznie zajął 12. miejsce.
W 1955 zdobył złoty medal Drużynowych Mistrzostw Polski. W 1956 został wypożyczony do drugoligowej Stali Gorzów. Po paru miesiącach wrócił do Bydgoszczy. W tym samym roku przyczynił się do zdobycia brązowego medalu drużynowych mistrzostw Polski. Sukces ten powtórzył później dwukrotnie: w 1957 i 1960.
8 września 1957 wystąpił w VII Criterium Asów w Bydgoszczy, prawdopodobnie zajął 15. miejsce, wyprzedzając Aloisa Durhammera, reprezentanta Austrii. 25 października 1959 wystąpił w parze z Ryszardem Stachowiakiem w Turnieju Par Złote Kaski Gryfa Pomorskiego.
3 lipca 1960 w Bydgoszczy wystąpił w IV Memoriale im. Zbigniewa Raniszewskiego. 12 lipca 1960 wystąpił w Toruniu w Indywidualnych Mistrzostwach Pomorza.
W 1961 roku przeniósł się do drugoligowej Polonii Piła, gdzie stał się jednym z wyróżniających się zawodników klubu. W pierwszym sezonie zdobył 67 pkt, a klub z Piły uchronił się przed spadkiem do ligi okręgowej.
15 października 1961 w Toruniu wystąpił w Turnieju „Srebrna Ostroga IKP”. 4 listopada 1963 w Pile wystąpił w Turnieju o "Puchar Przewodniczącego MRN".
Ostatecznie w pilskiej Polonii jeździł do 1965. Tam też zakończył karierę.